# 適馬 105mm 鏡頭
適馬 105mm 鏡頭是由適馬生產的定焦鏡頭，为标有“HSM”的镜头，表示含有超声波马达，有以下型號：
- Sigma MACRO 105mm F2.8 EX DG （页面存档备份，存于）
- Sigma MACRO 105mm F2.8 EX DG OS HSM

此鏡頭具有微距功能，放大率1:1。二代增加了OS四級防手震以及HSM超音波馬達，並支援全時手動對焦。
是專為APS-C所生產的定焦鏡頭，經過焦段換算後為標準焦段的定焦鏡。當用於尼康數位單眼相機時，其等效於全幅機身的157.5mm視角（乘以系數1.5）。當用於佳能數碼EOS系列的APS-C幅面機身時，其等效於全幅機身上的168mm視角（乘以系數1.6）。當用於APS-H幅面機身時，其等效於全幅機身的136.5mm視角（乘以系數1.3）。